# Карадокский ярус
| Подразделения ордовика в ОСШ (Россия), 1993 год |         |                |
| система                                         | отдел   | ярус           |
| Ордовик                                         | Верхний | Ашгиллский     |
| Ордовик                                         | Средний | Карадокский    |
| Ордовик                                         | Средний | Лландейловский |
| Ордовик                                         | Средний | Лланвирнский   |
| Ордовик                                         | Нижний  | Аренигский     |
| Ордовик                                         | Нижний  | Тремадокский   |

Карадокский ярус — четвёртый снизу ярус ордовикской системы в Общей стратиграфической шкале России. Соответствует сандбийскому ярусу и низам катийского яруса в Международной стратиграфической шкале. По состоянию на 2022 год не используется в стратиграфической шкале России.
Выделен английским учёным Р. Мурчисоном в графстве Шропшир, Англия. Ярус получил название от имени короля силуров Карадока.
Нижняя граница яруса определяется по появлению граптолита Nemagraptus gracilis и совпадает с началом верхнего ордовика.

## Органический мир
Конодонты Protopanderodus insculptus, Spinodus spinatus и «Belodella» sp. обнаружены в карадокском ярусе Южного Урала.

## Стратиграфия
Ранее выделявшийся лландейловский ярус в 2006 году исключён из стратиграфической шкалы, поскольку при уточнении выяснилось, что он соответствует верхам лланвирнского и низам карадокского ярусов.